# Massimo Tononi
Massimo Tononi (Trento, 22 agosto 1964) è un banchiere e dirigente d'azienda italiano, è stato presidente di Cassa depositi e prestiti e del Monte dei Paschi Siena, e sottosegretario del Ministero dell'economia e delle finanze. Dall'aprile 2020 è presidente di Banco BPM.

## Biografia
Figlio del politico Giorgio Tononi e fratello dello psichiatra e neuroscienziato Giulio, si è laureato in economia aziendale all'Università Bocconi di Milano nel 1988, fino al 1993 ha lavorato presso l'ufficio londinese della Goldman Sachs, occupandosi soprattutto di fusioni e acquisizioni tra imprese. Assistente di Romano Prodi nella seconda esperienza del Professore alla guida dell'IRI, nel 1994 torna alla Goldman Sachs, di cui diventa partner managing director (dal 2008 al 2010).
Lascia l'incarico il 18 maggio 2006 diventando sottosegretario all'Economia del secondo governo Prodi, del quale aveva finanziato la campagna elettorale con 100.000 euro. Durante il mandato di sottosegretario al Ministero dell'economia e delle finanze, guidato dall'allora Ministro Tommaso Padoa-Schioppa, si occupa di debito pubblico italiano e di società partecipate dallo Stato.
Dopo la caduta del governo torna in Goldman Sachs. Nel 2010 smette di essere partner rimanendo advisory director. 
Da settembre 2010 è membro del board della London Stock Exchange (la borsa di Londra) con la qualifica di Non-Executive Director.
È stato presidente di Cassa di Compensazione e Garanzia (da settembre 2013 al 2015) ed EuroTLX SIM (da settembre 2013 al 2015) e consigliere del London Stock Exchange Group (dal 2010 al 2015) e di Sorin (da giugno 2010 al 2015).
Il 28 giugno 2011 è stato nominato presidente di Borsa Italiana. 
Il 7 agosto 2015 si è dimesso da quest'ultima carica, in vista dell'elezione a presidente del consiglio di amministrazione di Banca Monte dei Paschi di Siena nell'assemblea ordinaria degli azionisti che si è svolta a Siena il 15 settembre, subentrando al precedente presidente Alessandro Profumo dimessosi a luglio. Durante la presidenza ha deciso di devolvere i 500.000 euro della sua retribuzione annuale al fondo "Mpsolidale" .
A settembre 2016 si è dimesso prima della scadenza prevista (approvazione del bilancio 2017), in contrasto con le ingerenze del Ministero dell'economia che aveva già portato alle dimissioni dell'Amministratore delegato, Fabrizio Viola. A fine novembre 2016 è stato sostituito da Alessandro Falciai nel ruolo di Presidente, mentre come membro del CdA è stato sostituito da Massimo Egidi.
Da aprile 2017 a ottobre 2017 è entrato a far parte del Consiglio di Amministrazione di Quaestio Capital Management SGR, come consigliere indipendente. La società, che è controllata interamente da Quaestio Holding, gestisce il Fondo Atlante e Fondo Atlante 2.
Da novembre 2017 a luglio 2018 è stato consigliere indipendente di Mediobanca.
Dal 2012 a luglio 2018 è stato Presidente dell'Istituto Atesino di Sviluppo.
Da aprile 2012 a luglio 2018 è stato Presidente del Consiglio d'Amministrazione di Prysmian.
Dal 2018 al 2019 ha ricoperto la carica di presidente di Cassa depositi e prestiti.
Durante la sua carriera, Tononi ha ricoperto il ruolo di consigliere di amministrazione in società industriali, finanziarie ed editoriali tra le quali: Mittel (2010-2014), Sorin Group (2010-2015), Italmobiliare (2014-2018), Il Sole 24 Ore (2016-2018).

## Attività
Attualmente è componente del Consiglio Direttivo di Assonime e del Comitato Italiano per la Corporate Governance. 
Dal 24 luglio 2018 al 24 ottobre 2019 ha ricoperto la carica di Presidente di Cassa depositi e prestiti .
Nel febbraio 2020 entra in Banco BPM in qualità di consigliere d’amministrazione. Successivamente, a marzo dello stesso anno, investe personalmente nella società acquistando sul mercato 3 milioni di azioni. Il 4 aprile 2020 ne diviene presidente del consiglio di amministrazione”